# عشق زیادی تو را می‌کشد
«عشق زیادی تو را می‌کشد» (به انگلیسی: Too Much Love Will Kill You) تک‌آهنگی از کوئین است که در سال ۱۹۹۲ میلادی منتشر شد.